# Bicz Boży (film)
Bicz Boży – polska komedia sensacyjna z 1966 roku.

## Fabuła
Dziesięcioletni Felek, pragnie pomóc starszemu bratu Pawłowi, służącemu w milicji w osiągnięciu awansu i przeniesieniu do Warszawy. Wierzy, że drogę do kariery zapewni bratu wykrycie jakiejś większej afery kryminalnej. Zaczyna wysyłać do różnych osób, mających jakieś przewinienia, anonimy informujące, że wie o wszystkim. Liczy na to, że winowajcy pod wpływem tych listów sami zgłoszą się na milicję i podniosą statystyki bratu. Zamiast tego jednak rozpoczyna się polowanie na „groźnego szantażystę”.

## Obsada aktorska
- Stanisław Mikulski − Paweł Raszewicz, brat Felka
- Remigiusz Zarzycki − Felek Raszewicz
- Pola Raksa − Hania, ukochana Pawła
- Barbara Drapińska − pani Zosia, matka Felka i Pawła
- Krystyna Borowicz − Cieszkowska, przyjaciółka mamy Felka
- Wanda Chloupek − Szternerowa, przyjaciółka mamy Felka
- Krystyna Karkowska − Głębiszewska, przyjaciółka mamy Felka
- Aleksandra Dmochowska − dewotka „Viva Maria”
- Maria Kozierska − dewotka „Viva Maria”
- Zofia Wilczyńska − dewotka „Viva Maria”
- Maria Kaniewska − Arcimowiczowa, kierowniczka komisu
- Jerzy Bielenia − Kula, właściciel restauracji
- Alicja Cichecka − Kulowa
- Roman Sykała − przewodniczący Rady Narodowej
- Czesław Przybyła − listonosz
- Ewa Zdzieszyńska − przewodnicząca Rady Zakładowej w spółdzielni „Naprzód”
- Stanisław Marian Kamiński − główny księgowy w spółdzielni „Naprzód”
- Ryszard Dembiński − prezes spółdzielni „Naprzód”
- Mariusz Dmochowski − ksiądz
- Janusz Gajos − milicjant
- Ireneusz Kaskiewicz − kinomechanik
- Marian Wojtczak

## Informacje dodatkowe
- Film realizowany był w Rawie Mazowieckiej i pośrednio dokumentuje wygląd miasta z połowy lat 60.